# Jindong (socken i Kina)
Jindong (kinesiska: 金洞乡, 金洞) är en socken i Kina. Den ligger i den autonoma regionen Guangxi, i den södra delen av landet, omkring 150 kilometer väster om regionhuvudstaden Nanning.
Genomsnittlig årsnederbörd är 1 625 millimeter. Den regnigaste månaden är juni, med i genomsnitt 311 mm nederbörd, och den torraste är februari, med 22 mm nederbörd.